# Антонова, Елена Вадимовна
Елена Вадимовна Антонова (род. 21 июня 1945, Москва) — советский российский археолог, историк, доктор исторических наук, научный сотрудник Института востоковедения РАН, специалист по культурам ранних земледельцев Ближнего и Среднего Востока и ранним этапам истории Месопотамии.

## Биография
В 1967 году окончила исторический факультет МГУ им. М. В. Ломоносова. В 1973 году в МГУ защитила кандидатскую диссертацию «Антропоморфная скульптура Передней и Средней Азии эпох неолита и энеолита».
До 1972 года была научным сотрудником Государственных музеев Московского Кремля. В 1972 году начала работать в Институте востоковедения АН СССР (РАН), с 1988 года — главный научный сотрудник Отдела истории и культуры Древнего Востока.
В 1989 году в ИВ АН защитила докторскую диссертацию «Культура ранних земледельцев Передней и Средней Азии».

## Научная деятельность
Сфера научных интересов — культура ранних земледельцев Ближнего и Среднего Востока и ранние этапы истории Месопотамии.
В работах «Антропоморфная скульптура древних земледельцев Передней и Средней Азии» (1977) и «Очерки культуры древних земледельцев Передней и Средней Азии. Опыт реконструкции мировосприятия» (1984) рассматриваются проблемы формирования культур ранних земледельцев Ближнего и Среднего Востока, существовавших в этих регионах до начала древнейших цивилизаций. Исходя из сходства и различия антропоморфных статуэток Передней и Средней Азии периода неолита и энеолита, автор классифицирует их по культурным регионам, реконструирует особенности мировоззрения их создателей, их хозяйственной деятельности, обмена, общественных отношений. Исследователь рассматривает материалы Чатал-Хююка и Хаджилара, пытается осмыслить семантику скульптурных изображений.
Монография «Месопотамия на пути к первым государствам» (1998) посвящена предыстории и начальным этапам формирования государств Месопотамии конца VI — начала III тысячелетия до н. э. и территорий к востоку от неё. В сфере внимания исследователя эволюция общественных отношений, экономика, зарождение идеологии сложных обществ и связанные с ней мифология и религия. Исследуется информация о хозяйстве, обмене, структуре поселений, общественном устройстве. Выводы исследователя о характере общества основаны на рассмотрении археологических материалов халафской, самаррской, убейдской культур. Автор считает, что древнейшие государства возникли в период Урук-Джемдет-Наср.
В исследовании «Обряды и верования первобытных земледельцев Востока» (1990) анализируются археологические находки на территории Палестины, Сирии, Анатолии, Месопотамии, Ирана, южной Туркмении, свидетельствующие об обрядовой практике первобытных земледельцев Ближнего и Среднего Востока. Используются также нарративные источники и этнографические сведения. На основе анализа антропоморфной скульптуры и обрядовых сооружений реконструируются представления неолитического человека о жизни и смерти, о природе и магии. Обрядово-мифологические комплексы, считает автор, есть неотъемлемая часть первобытной культуры. Рассматриваются отличия первобытных религий от сформировавшихся позднее.

## Основные работы

#### Монографии
- Антропоморфная скульптура древних земледельцев Передней и Средней Азии / АН СССР, Ин-т востоковедения. — М.: Наука, 1977. — 151 с.
- Очерки культуры древних земледельцев Передней и Средней Азии : Опыт реконструкции мировосприятия. — М.: Наука, 1984. — 262 с.
- Обряды и верования первобытных земледельцев Востока / АН СССР, Ин-т востоковедения. — М.: Наука, 1990. — 286 с. — ISBN 5-02-016495-X.
- Месопотамия на пути к первым государствам / Ин-т востоковедения РАН. — М.: Восточная литература, 1998. — 221 с. — ISBN 5-02-017934-5.
- Бактрия и Маргиана на Древнем Востоке : очерки / Институт востоковедения РАН. — М.: ИВ РАН, 2020. — 226 с. — ISBN 978-5-89282-949-6.

#### Статьи
- Антропоморфная пластика древней Месопотамии. Культуры Джармо и Хассуна (кон. VII—VI тыс. до н. э.) // Советская археология. 1972. № 2. С.17-31.
- Антропоморфные статуэтки халафской культуры и их место в развитии пластики дописьменной Месопотамии // Советская археология. 1974. № 2. С.14-26.
- О характере религиозных представлений неолитических обитателей Анатолии // Культура и искусство народов Средней Азии в древности и средневековье. М.,1979. С 12-35.
- Орнаменты на сосудах и знаки на статуэтках анауской культуры (к проблеме значения) // Средняя Азия и её соседи в древности и средневековье. М.,1981. С. 5-21.
- Представления обитателей Двуречья о назначении людей и глиптика кон. IV — пер. половины III тыс. до н. э. // ВДИ. 1983. № 4. С. 88-89.
- К исследованию места сосудов в картине мира древних земледельцев // Восточный Туркестан и Средняя Азия в системе культур древнего и средневекового Востока. М.,1986. С. 35-65.
- К исследованию семантики антропоморфных статуэток первобытных земледельцев (на материале анауской культуры) // ВДИ. 1987. № 4. С. 49-72.
- О знаковой сущности древних вещественных памятников и о способах её интерпретации // Проблемы интерпретации памятников культуры Востока. М., 1991. С. 207—232.
- Обряды и верования первобытных земледельцев // Религии древнего Востока. М.,1995. С. 3-33.
- Контакты Месопотамии с восточными землями в IV—III тыс. до н. э. // Азия. Диалог цивилизаций. СПб., 1996. С. 195—240.
- Признаки высокого социального статуса в Месопотамии V—IV тыс. до н. э. // ВДИ. 1998. № 3. С. 3-15.
- История ритуального предмета в контексте контактов народов Древнего Востока // Древний Египет: язык-культура-сознание. По материалам египтологической конференции 12-13 марта 1998 г. М.,1999. С. 110—122.
- Место умерших в жизни живых и погребальный инвентарь: археологические факты и исторические свидетельства (Месопотамия) // Погребальный обряд. Реконструкция и интерпретация древних идеологических представлений. М., 1999. С. 19-30.
- Древнейшая Индия // История Древнего Востока. От ранних государственных образований до древних империй. М., 2004. С. 59-96.
- К интерпретации вещественных источников: синхрония и диахрония // ВДИ. 2011. № 4. С. 29-50.
- Об обрядах создателей БМАК // КСИА. 2015. Вып. 238. С. 68-81[2].